# 沖縄県道84号名護本部線

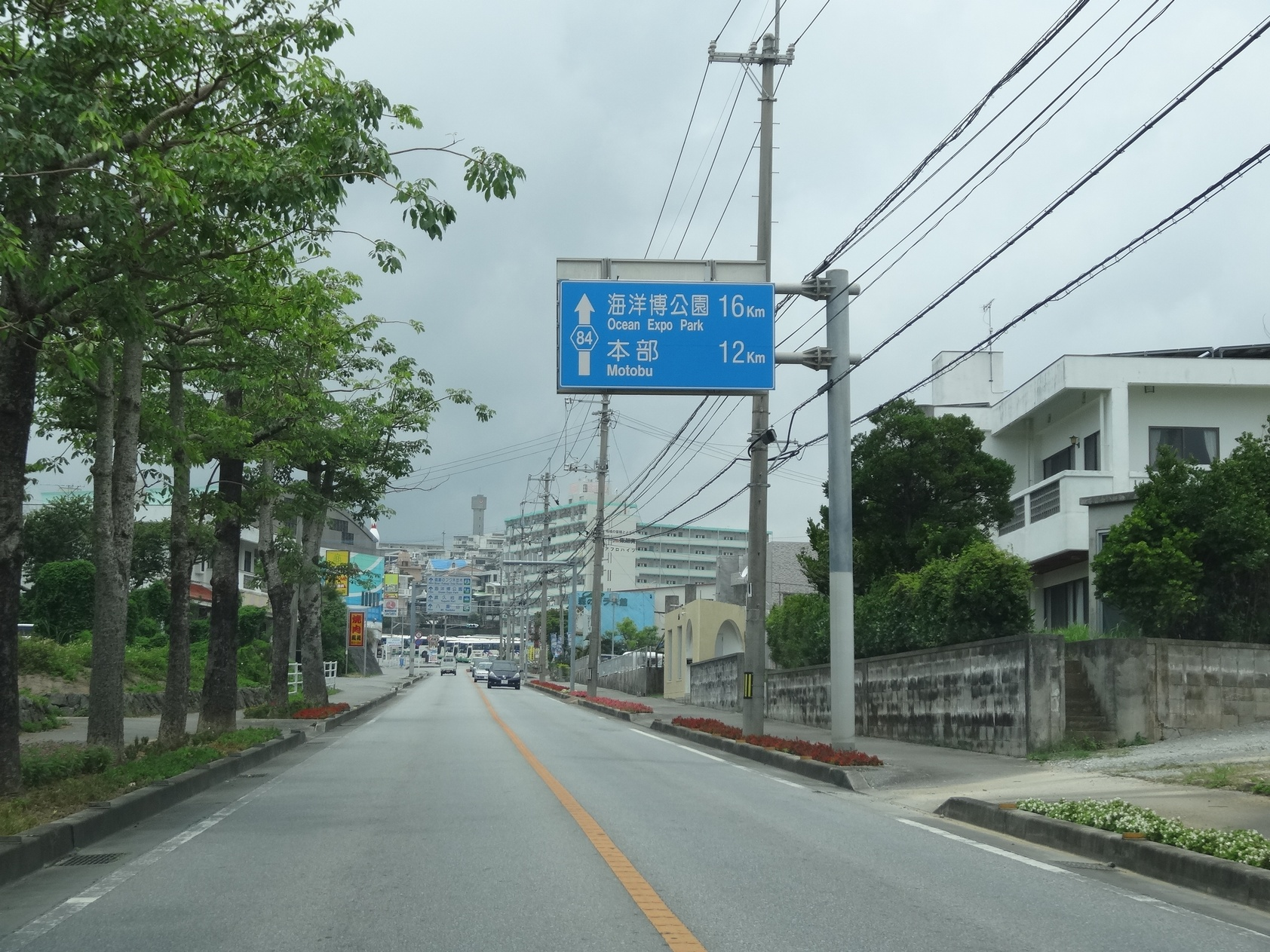
名護市字宮里（本部町方面）

沖縄県道84号名護本部線（おきなわけんどう84ごうなごもとぶせん・主要地方道名護本部線）は沖縄県名護市東江と国頭郡本部町渡久地とを結ぶ主要地方道。

## 概要

### 区間
- 起点：名護市東江（国道58号）
- 終点：国頭郡本部町字渡久地（国道449号）
- 総延長：20.9km
- 実延長：19.1km

### 通過自治体
- 名護市 - 国頭郡本部町

### 交差する路線
- 国道58号（起点、名護市宮里白銀橋交差点）
- 沖縄県道18号線（名護市東江）
- 沖縄県道71号名護宜野座線（名護市名護十字路）
- 沖縄県道118号線（名護市大南）
- 沖縄県道72号名護運天港線（名護市中山）
- 沖縄県道123号線（本部町伊豆味）
- 沖縄県道115号線（本部町東）
- 沖縄県道219号渡久地港線（本部町渡久地）
- 沖縄県道244号渡久地山入端線（同・県道219号に重複）
- 国道449号（本部循環線、終点）

### 主要施設
- ひんぷんガジュマル（名護市城・道路中央部に立っている）
- 沖縄県北部合同庁舎（名護市大南）
  - なお同敷地は戦前は県立第三中学校（旧制・三中）、戦後 - 1980年代は名護高校だった。また隣接する市営体育館はかつての名護高校体育館である。
- 名桜大学（名護市為又）
- 本部町役場（本部町東）

### 交通規制
- 名護市大南と大西の境界線の旧道・一方通行（大南1丁目方面）

### 路線バス
名護市街を通る区間は高速バス（111番・117番）・那覇空港リムジンバスを除く名護バスターミナル発着のすべての路線が通っており、また一部の路線を除き高校の通学時に合わせ、名護市内の高校を経由するときに北部合同庁舎前 - 白銀橋交差点の区間も通っている。それから先の区間は70番と76番の2路線のみで合わせて1日数往復しか通らない。かつては那覇から国道58号経由で海洋博公園に向かう急行バスがこの区間を通ったが、1990年代になって廃止された。なお渡久地 - 本部大橋交点間は同大橋開通前の旧道区間であるため沿岸部を通る65番と66番が通っている。
（「共同運行」は琉球バス交通・沖縄バスの共同運行・☆印は高校経由のみ）
- 20番・名護西線（共同運行）　名護郵便局前 - 北部合同庁舎前・☆名座喜原 - 白銀橋交差点
- 65番・本部半島（渡久地廻り）線（共同運行）　東江交差点→北部合同庁舎前・本部町渡久地交差点→本部大橋入口交点・☆名座喜原→名護十字路
- 66番・本部半島（今帰仁廻り）線（共同運行）　本部町本部大橋入口交点→渡久地交差点・北部合同庁舎前→東江交差点・☆北部合同庁舎前→名座喜原
- 67番・辺土名線（共同運行）　名護十字路 - 北部合同庁舎前・☆名座喜原 - 白銀橋交差点
- 70番・備瀬線（共同運行）　名護市東江交差点 - 本部町渡久地交差点
- 72番・屋我地線（琉球バス交通）　名護十字路 - 北部合同庁舎前・☆名座喜原→北部合同庁舎前
- 76番・瀬底線（共同運行）　名護市東江交差点 - 本部町渡久地交差点
- 77番・名護東（辺野古経由）線（沖縄バス）　名護郵便局前 - 北部合同庁舎前・☆名座喜原→北部合同庁舎前
- 78番・名護東部線（琉球バス交通）　名護郵便局前 - 北部合同庁舎前・☆名座喜原 - 白銀橋交差点
- 120番・名護西空港線（共同運行）　名護郵便局前 - 北部合同庁舎前・☆名座喜原 - 白銀橋交差点

## 歴史
- 1953年（昭和28年）に名護町（現名護市）東江 - 本部町渡久地交差点間が琉球政府道116号線、羽地村（現名護市）仲尾次 - 渡久地交差点間（今帰仁廻り）が琉球政府道124号線にそれぞれ指定。渡久地交差点は屋部経由の海沿いを通る112号線（現国道449号）を含め、3つの政府道が交わる交差点だったが、116号線は山間を走るため、1975年（昭和50年）の海洋博開催まで道路状況はあまりよくなかったらしい。
- 1972年（昭和47年）5月、本土復帰前の琉球政府道116号全線が一般県道116号線に、政府道124号線のうち名護市呉我 - 渡久地の区間が主要地方道（県道）本部循環線に指定される（一部を除き、後に国道449号と国道505号に昇格する）。
- 1975年の海洋博を機に県道116号線の道路整備がよくなり、開催時には名護市内や那覇市等の沖縄本島中南部方面から会場へ向かうための重要なアクセス道路なった。以後海洋博公園として整備した後も名護市内から同公園に向かうにはこの道路が主に利用される。また本部大橋開通に伴い、1977年（昭和52年）に旧道部分のうち県道116号線から直進の部分（渡久地交差点 - 本部大橋入口交差点）が一般県道に降格され、この路線に編入された（同区間のみ1993年に主要地方道に再昇格）。
- 1993年（平成5年）、県道116号線が現路線名として主要地方道に昇格した。翌年1994年（平成6年）の名桜大学開学後は学生の街として急速に発展する。
- 現在は海洋博公園へ向かう観光道路とともに、名桜大学や北部地区医師会看護学校の学生たちのキャンパスロードとして成長している。

## 特徴
- 名護市内や沖縄本島中南部から海洋博公園へ向かうときはこの道路がよく利用される。本来なら沿岸部を走る国道449号を利用するが、国道（現道）沿線にはセメント工場や砕石場が多く、ダンプカーなどの大型トラックが通り、道路状況もよくないため、観光バスなどは格下のこの路線を通るという。そのため、国道449号の整備はこの道路よりも遅れており、現在名護バイパスや本部南道路、本部北道路の4車線のバイパス道路を整備中で、最近は国道にシフトされつつある（海洋博公園への道路案内も最近は当県道よりも国道のほうを案内されている）。かつては那覇からの海洋博公園行きの急行路線バス（現在は廃止）もこのルートが利用されたが[2]、一般の路線バスは国道のほうが運行本数が多い（平日国道経由が16-17本に対し、当路線経由はわずか7本）。
- 海洋博公園に向かう観光道路であるため、パイン園を中心とした土産品店や沖縄そばの食堂が多く、一部の旅行ガイドブックでは当路線を「沖縄そば街道」と名付けて紹介している。
- かつて名護向け上り方面の距離案内標識は「那覇」（名護市宮里から国道58号経由）を重点に表示されていたが、最近になって名護市内の中山、宮里、東江に表示名を切り替えている（同様に国道449号の本部町区間の名護向けは「那覇」から「恩納」に切り替えている）。